# Ippei Saga
Ippei Saga (født 20. maj 1980) er en tidligere japansk fodboldspiller.
Han har spillet for flere forskellige klubber i sin karriere, herunder Consadole Sapporo og Montedio Yamagata.